# Consellera Negra
Consellera Negra es un cultivar de higuera de tipo higo común Ficus carica, unífera (con una sola cosecha por temporada, los higos de otoño), con higos de epidermis con color de fondo negro azulado con sobre color negro mate. Se cultiva en la colección de higueras de Montserrat Pons i Boscana en Llucmajor, Islas Baleares.

## Sinonimia
- sin sinónimos“,[4][6][7]

## Historia
Actualmente la cultiva en su colección de higueras baleares Montserrat Pons i Boscana, rescatada de un ejemplar o higuera madre localizada en el término de Consell, siendo suministrado el esqueje por Bernat Campins ("Torrer") hombre muy entendido en el ámbito agrícola de Consell y sus alrededores.
La variedad 'Consellera Negra' es una variedad poco conocida en las Islas Baleares, siendo su nombre por el lugar de procedencia. Lo más destacado de esta variedad y uno de sus descriptores, es la heterogeneidad de sus higos.

## Características
La higuera 'Consellera Negra' es una variedad unífera de tipo higo común. Árbol de vigorosidad elevada, copa densa de ramaje con bastante follaje, poca emisión de rebrotes. Prolífica con cosecha en higos grandes de buena calidad. Sus hojas son de 5 lóbulos en su mayoría (70%), y de 1 lóbulo (30%). Sus hojas con dientes presentes márgenes serrados, poca pilosidad en el envés, con un ángulo peciolar obtuso. 'Consellera Negra' tiene mucho desprendimiento de higos, un rendimiento productivo alto y periodo de cosecha medio. La yema apical cónica de color verde.
Los frutos de la higuera 'Consellera Negra' son higos de un tamaño de longitud x anchura:48 x 56mm, que presentan unos frutos grandes deformes, completamente heterogéneos de forma, con forma ovoidal casi cónica, también esféricos, otros, casi achatados, con una marcada asimetría, de unos 44,560 gramos en promedio, cuya epidermis es gruesa, fina al tacto, de consistencia blanda, color de fondo negro azulado con sobre color negro mate. Ostiolo de 0 a 2 mm con escamas negras pequeñas. Pedúnculo de 0 a 2 mm cilíndrico rojizo. Grietas ausentes. Costillas poco marcadas. Con un ºBrix (grado de azúcar) de 22 de sabor dulce, con color de la pulpa rojiza anaranjada. Con cavidad interna grande, con muchos aquenios pequeños. Los frutos maduran durante un periodo de cosecha medio, de un inicio de maduración de los higos sobre el 2 de septiembre al 19 de octubre. Cosecha de buena calidad con rendimiento productivo alto y periodo de cosecha medio.
Se usa en fresco en alimentación humana. Con difícil abscisión del pedúnculo y buena facilidad de pelado. Buena resistencia a las lluvias, y a la apertura del ostiolo. Poca resistencia al transporte, así como al desprendimiento y al agriado.

## Cultivo
'Consellera Negra', se utiliza en fresco en alimentación humana. Se está tratando de recuperar de ejemplares cultivados en la colección de higueras baleares de Montserrat Pons i Boscana en Llucmajor.